# Аренсгаузен
Аренсгаузен (нім. Arenshausen) — громада в Німеччині, розташована в землі Тюрингія. Входить до складу району Айхсфельд. Складова частина об'єднання громад Ганштайн-Рустеберг.
Площа — 5,79 км2. Населення становить 1016 ос. (станом на 31 грудня 2021).

## Галерея

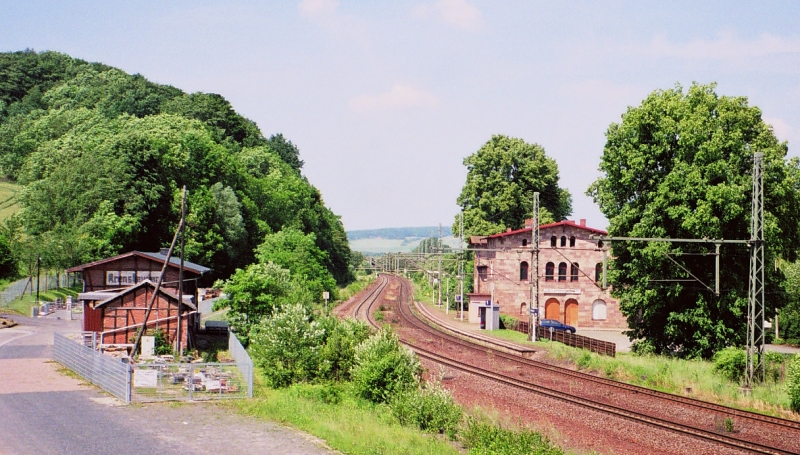
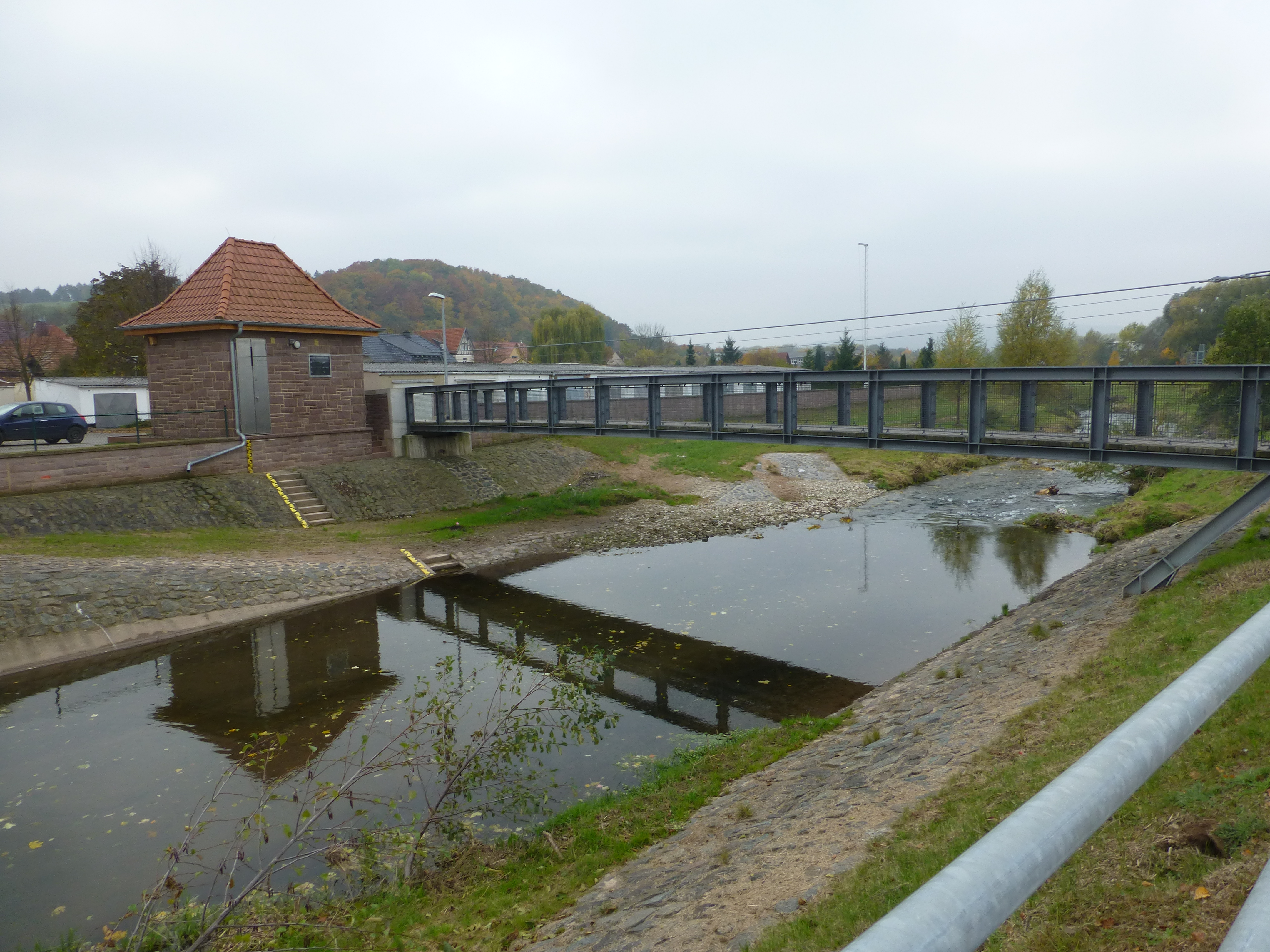